# Ratzeburger Adventslauf
Der Ratzeburger Adventslauf wird seit 1990 in Ratzeburg jährlich immer am 1. Advent vom Ratzeburger Sport Verein von 1862 e.V. (RSV) durchgeführt.
Er ist ein bedeutendes Ereignis in der norddeutschen Laufkultur. Jährlich lockt er Teilnehmer aus nah und fern, auf die die malerische Strecke um den Ratzeburger See und den Küchensee.
Seit seiner 1. Auflage gibt es von Jahr zu Jahr steigende Anmeldungen für diese Laufveranstaltung (2023: 2560 Einzelstarter). Damit gehört der Ratzeburger Adventslauf zu den größten Laufveranstaltungen in der Region.
Die Öffnung der innerdeutschen Grenze 1990 stellte einen historischen Wendepunkt dar, der nicht nur die Möglichkeit zur vollständigen Umrundung des Sees bot, sondern auch die Erinnerungen an das geteilte Deutschland wachrief. Die Reste der Grenzsicherungsanlagen waren ein eindrucksvolles Zeugnis dieser Zeit, und die Teilnehmer erlebten einen seltsamen Kontrast zwischen Freiheit und der Erinnerung an die Restriktionen, die einst herrschten. Auf den ersten Läufen waren noch deutlich Reste der Grenzsicherungsanlagen zu erkennen, Stacheldrahtzäune waren geöffnet und teilweise wurde auf den Wegen der DDR-Grenzposten gelaufen. Das Laufen auf den Wegen der ehemaligen Grenzposten verstärkte dieses Gefühl, die Vergangenheit mit der Gegenwart zu verbinden. Es war eine bewegende Erfahrung, die vielen Teilnehmenden in Erinnerung bleiben wird.
Der Ratzeburger Adventslauf ist tatsächlich einer der ersten Volksläufe, der eine Streckenführung durch sowohl alte als auch neue Bundesländer bietet.
Von 2018 bis 2021 fand zeitgleich um den Lauf um den Ratzeburger See ein 9,8 km Lauf um den Küchensee mit Erweiterung und ein 5,6 km Lauf um den kleinen Küchensee statt.
2004 bis 2017 gab es bereits einen 7,3 km langen Lauf um den Ratzeburger Küchensee.
Ab 2022 bietet der Ratzeburger Adventslauf wieder einen 7,3 km langen Lauf um den Küchensee an, ergänzt durch einen neuen 1,5 km langen Kinder- und Jugendlauf. Der traditionelle Klassiker über 26 km bleibt unverändert. Diese Vielfalt an Distanzen ermöglicht es Teilnehmern jeden Alters und Fitnesslevels, an der Veranstaltung teilzunehmen und die wunderschöne Umgebung zu genießen.
Beim Ratzeburger Adventslauf am 3. Dezember 2006 wurde zum zweiten Mal das MarathonNet-System des Instituts für Telematik der Universität zu Lübeck eingesetzt. Sechzig Läufer waren mit einem „pacemate“ ausgestattet und konnten damit ihre biometrischen Daten während des Laufes aufzeichnen zu lassen.
Die Daten wurden drahtlos übertragen, so dass das Rennen der einzelnen MarathonNet-Nutzer und des Führenden live auf einem Großbildfernseher im Zielbereich sowie im Internet verfolgt werden konnte. Dadurch waren die Zuschauer über die Situation auf der Strecke jederzeit bestens informiert.
Ab 2022 wird die Zeitmessung beim Ratzeburger Adventslauf von tollense-timing aus Neubrandenburg in Zusammenarbeit mit dem Zeitmesssystem von Race Result durchgeführt. Dies sorgt für eine präzise und zuverlässige Zeitnahme, was die Teilnehmererfahrung weiter verbessert und den reibungslosen Ablauf des Events unterstützt.